# 多色性
多色性，即多向色性，这一通用术语是用来描述在某些双折射、彩色、透明的宝石中，看到不同方向性颜色的现象。在礦物學和寶石學，多色性是鉴定的重要依据，显示多色性的宝石必定具有双折射。

## 原理
當一束光射入晶体內，因雙折射而分成兩束方向垂直光（極化），該兩束光的速率和路徑不同，被吸收程度有別，因此當它們離開晶体時，便顯出了相異的顏色。

## 分类
多色性可分為二向色性（二色性）與三向色性（三色性）。根据宝石的方向性的颜色变化的明显程度可分为强、明显（中）、弱和无四个级别。

## 多色性宝石

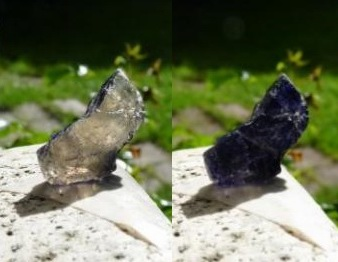
在偏光濾鏡下，堇青石旋轉時變色

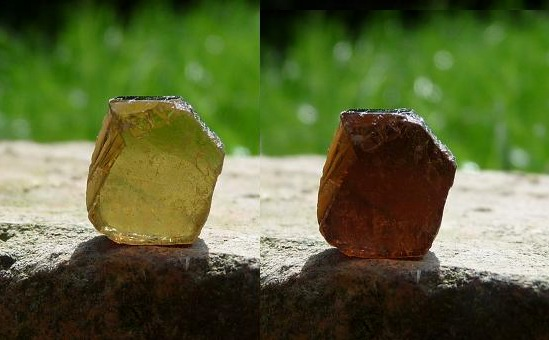
在偏光濾鏡下，電氣石旋轉時變色

表格中举例一部分典型的多色性宝石。
| 多色性级别 | 宝石名称 | 多色性颜色           |
| ---------- | -------- | -------------------- |
| 强         | 红宝石   | 红、橙红色           |
| 强         | 堇青石   | 紫蓝、淡蓝、淡黄褐色 |
| 明显       | 祖母绿   | 绿、黄绿色           |
| 明显       | 海蓝宝石 | 浅蓝、无色           |
| 弱         | 橄榄石   | 根据体色有变化       |
| 弱         | 黄水晶   | 根据体色有变化       |